# ماریا ونن برگر

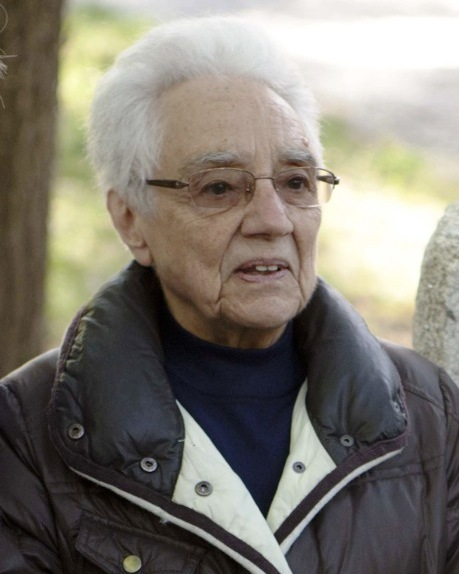
ماریا ونن برگر

ماریا ونن برگر (به اسپانیایی: Maria Wonenburger) (زاده ۱۷ ژوئیه ۱۹۲۷ در اولیروس ـ درگذشته ۱۴ ژوئن ۲۰۱۴ در لاکرونیا) ریاضیدان اهل اسپانیا بود. ونن برگر بیشتر به دلیل کارهایش در نظریه گروه ها و جبر های لی ها نامبردار است. وی که در دانشگاه ییل شاگرد ناتان جیکوبسون بود در دانشگاه ایالتی نیویورک در بوفالو و نیز دانشگاه ایندیانا تدریس کرد. او ساختار گروه های متعامد و گروه های تصویری نظیر به آنها را مورد بررسی قرار داد.